# حرف وحشي فوق لقمة عضدية
الحَرْفُ الوَحْشِيُّ فَوقَ اللُّقْمَةِ العَضُدِيَّة أو (العُرْفُ الوَحْشِيُّ فَوقَ اللُّقْمَةِ العَضُدِيَّة) (بالإنجليزية: Lateral supracondylar ridge)‏ هي حافة بارزة خشنة منحنية قليلا وملتوية من الخلف إلى الأمام في الجزء السفلي من عظم العضد.
يُشكّل الحرف الوحشي فوق اللقمة العضدية حافة أمامية لمنشأ العضلة العضدية الكعبرية في أعلاها، والعضلة الكعبرية الطويلة الباسطة للرسغ في أسفلها، و يُشكّل حافة خلفية للعضلة ثلاثية الرؤوس العضدية ، وحرف متوسّط لارتكاز الحاجز الوحشي بين عضلات العضد.

## صور إضافية

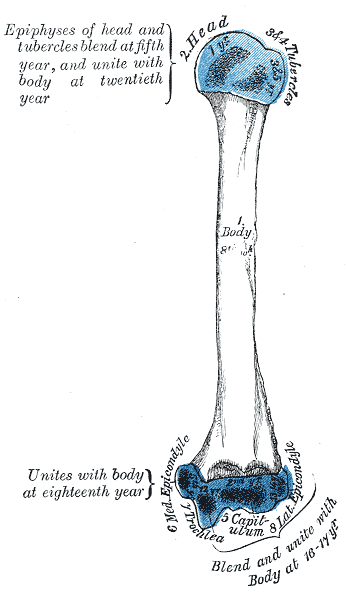
أجزاء عظم العضد.
رقم 1 في الصورة هو جسم عظم العضد

## وصلات خارجية
- شكل تشريحي: 06:02-08 على موقع مركز سوني دونستات الطبي (تشريح بشري عبر الإنترنت).
- Image at u-szeged.hu نسخة محفوظة 22 ديسمبر 2007 على موقع واي باك مشين.